# Un poquito tuyo
Un poquito tuyo é uma novela mexicana produzida por Agustín Restrepo para a Imagen Televisión em 2019. É uma adaptação da novela chilena Tranquilo papa criada por Rodrigo Bastidas.
Protagonizada por Jorge Salinas e Marjorie de Sousa e antagonizada por Lorena Herrera, Raúl Coronado e Eva Cedeño e com actuaçãoes estelares de María José Magán, Christian de la Campa, Thali García, David Palacio, David Caro Levy, Alexa Martín e Daniel Tovar, e os primeiros atores Nubia Martí, Eugenio Montessoro e Ariane Pellicer

## Sinopse
Antonio Solano (Jorge Salinas) é um pai extremamente bem-sucedido de uma família que vem de uma família humilde, por isso se esforça para dar à sua família tudo o que não poderia ter na juventude. Em seu desejo de que sua família não falte nada, Antonio é generoso a ponto de estragar sua esposa e filhos; Como resultado, os três filhos: Eduardo (David Palacio), Javier (David Caro Levy) e Viviana (Thali García) tornam-se pirralhos mimados que são inúteis, fazendo nada mais do que gastar dinheiro em coisas superficiais e materiais, enquanto sua esposa Catalina (Lorena Herrera) se preocupa apenas em ficar bonita com cirurgias. Para piorar as coisas, sua própria irmã Letícia (Eva Cedeño) e seu marido Mateo (Carlos Athié), bem como Guadalupe (Nubia Martí), mãe de Catalina, também são apoiadores de sua riqueza.
Em seu aniversário, Antonio percebe o que causou quando nenhum de seus entes queridos se lembra de parabenizá-lo e, além de tudo, eles parecem pedir mais e mais. É quando Antonio finalmente quebra e decide estabelecer um limite: a partir de agora, cada um deles terá que trabalhar para ganhar a vida. Sua vida entra em colapso com a chegada de Julieta (Marjorie de Sousa), a quem ela quase bateu com o carro quando estava fugindo do casamento quando descobriu a verdade sobre Elvis (Raúl Coronado), seu namorado. Julieta se torna uma pessoa de quem ela não pode se separar.

## Elenco
- Jorge Salinas como Antonio Solano Díaz
- Marjorie de Sousa como Julieta Vargas
- Lorena Herrera como Catalina Montiel de Solano
- Raúl Coronado como Elvis Rosales
- María José Magán como Elena Vargas
- Nubia Martí como Guadalupe «Lupita» de Montiel
- Christian de la Campa como Álvaro Mendoza
- Thali García como Viviana «Vivi» Solano Montiel
- David Palacio como Eduardo Solano Montiel
- David Caro Levy como Javier «Javi» Solano Montiel
- Eugenio Montessoro como Francisco «Paco» Vargas
- Alexa Martín como Madonna Rosales
- Daniel Tovar como Elton Rosales
- Ariane Pellicer como Gregoria Rosales
- Joshua Gutiérrez como Alberto «Beto» Suarez
- Carlos Athié como Mateo Jiménez
- Eva Cedeño como Leticia «Lety» Solano Díaz de Jiménez
- Carlos Speitzer como Bruno «Fonsi» Garay
- Lucas Bernabé como Fabián Caballero
- Andrea Carreiro como Violeta
- Camila Rojas como Azucena
- Sergio Rogalto como Johnny Green
- Javier Ponce como Thomas
- Solkin Ruz como Wisin García
- Silvana Garriga como Rebeca
- Adriana Montes de Oca como Mileidy
- Daya Burgos como Sara Escobar
- Erick Velarde como Iván Jiménez Solano
- Edmundo Velarde como Adrián Jiménez Solano
- Abel Fernando como Erick
- María Prado como Rocío
- Ricardo Crespo como Mauricio Riva Palacio
- German Girotti
- Diana Golden
- Héctor Parra
- Rodrigo Cuevas como Paulino
- Regina Graniewicz como Luz Soto

## Produção
A produção da novela começou a ser gravada em 30 de outubro de 2018 no fórum 5 dos estúdios do Grupo Imagen em Ciudad Imagen na Av. Copilco, Coyoacán na Cidade do México. Embora o produtor e o diretor A ficção geral da Imagen Televisión Aurelio Valcárcel Carroll anunciou que a série será gravada em três fóruns simultaneamente; também haverá locações em Los Cabos, Cuernavaca e na área de San Ángel na Cidade do México. As gravações terminaram em 8 de março de 2019. É a oitava produção original da Imagen Televisión.